# مارغريت أهيرن
مارغريت أهيرن (بالإنجليزية: Margaret Ahern)‏ هي رسامة كارتون ورسامة توضيحية ورسامة رسوم متحركة أمريكية، ولدت في 16 فبراير 1921 في نيويورك في الولايات المتحدة، وتوفيت في 27 أغسطس 1999.